# Jaizkibel
Jaizkibel är en ås i Spanien.   Den ligger i provinsen Gipuzkoa och regionen Baskien, i den norra delen av landet, 400 km norr om huvudstaden Madrid.